# De Wilp
De Wilp (Fries: De Wylp) is een dorp met ongeveer 1.685 inwoners in de gemeente Westerkwartier in de Nederlandse provincie Groningen. Het ligt zo'n vier kilometer ten zuidwesten van het dorp Marum, op de grens met Friesland waar het overloopt in Siegerswoude.

## Naamgeving
De naam komt van de weidevogel de wulp, die op het uithangbord van de lokale herberg stond. In het Fries wordt deze vogelsoort met wylp aangeduid. De oorspronkelijke bewoners houden vast aan hun eigen taal. De Wilp, Opende, Kornhorn en Marum zijn de enige plaatsen in Groningen waar begin 21e eeuw ook nog Fries wordt gesproken. Hof vermeldde in 1933 in de Friesche Dialectgeographie dat de Wilp vrijwel volledig friestalig is.
Het Frysk Wurdboek vermeldt Wylpster langbekken als scheldnaam voor inwoners van de Wilp. Een langbek is ook een ooievaar of een lange lepel.

## Geschiedenis
De Wilp ontstond in de 19e eeuw als veenkolonie, toen Friese arbeiders hier kwamen werken in de vervening. De ontginning van dit gebied was al in de 17e eeuw begonnen, maar vorderde zeer langzaam. Jonkersvaart werd ontgonnen vanuit Zevenhuizen, De Wilp vanuit Friesland.
In 1812 telt de Wilp negen huishoudens.
In 1839 wordt De Wilp genoemd in een beschrijving van de gemeente Marum:
Onder Marum behoren de gehuchten Malijk, de Wilp, de Haar en Trimunt [...] De inwoners van de Wilp hebben eene houten loods laten timmeren tot eene bijschool, in welke thans door eenen onderwijzer aan omstreeks 50 kinderen onderwijs wordt gegeven.
In 1833 vindt er een grote veenbrand plaats, waarbij ook de Wilp en Jonkersvaart schade oplopen. Bij het herstellen hiervan wordt er voorgesteld een voetpad aan te leggen van Marum naar de Wilp, maar dit plan strandt op bezwaren van de notabelen. Halverwege de 19e eeuw is er wel een zandweg. Eind 19e eeuw wordt er een grindweg naar Marum aangelegd.
In 1835 werd er een school gebouwd, die plaats bood aan 90 leerlingen.
In 1845 had de Wilp (dorp en buitengebied) 482 inwoners.
In 1845 en 1846 mislukt de aardappeloogst. Er wordt honger geleden. Om de onrust te bestrijden worden er werkverschaffingsprojecten uitgevoerd, zoals het aanleggen van een weg van Marum naar de Wilp.
Halverwege de 19e eeuw wordt er een korenwindmolen gebouwd aan wat nu de Oudemolenweg heet. Omstreeks 1900 werd deze molen afgebroken, en vervangen door een molen in het centrum van de Wilp. Deze brandde in 1918 af, werd hersteld, maar eind jaren veertig van de 20e eeuw definitief gesloopt.
Begin 20e eeuw eindigen de verveningen en ontstaan er kleine boerenbedrijfjes waar fabrieksaardappelen worden verbouwd.

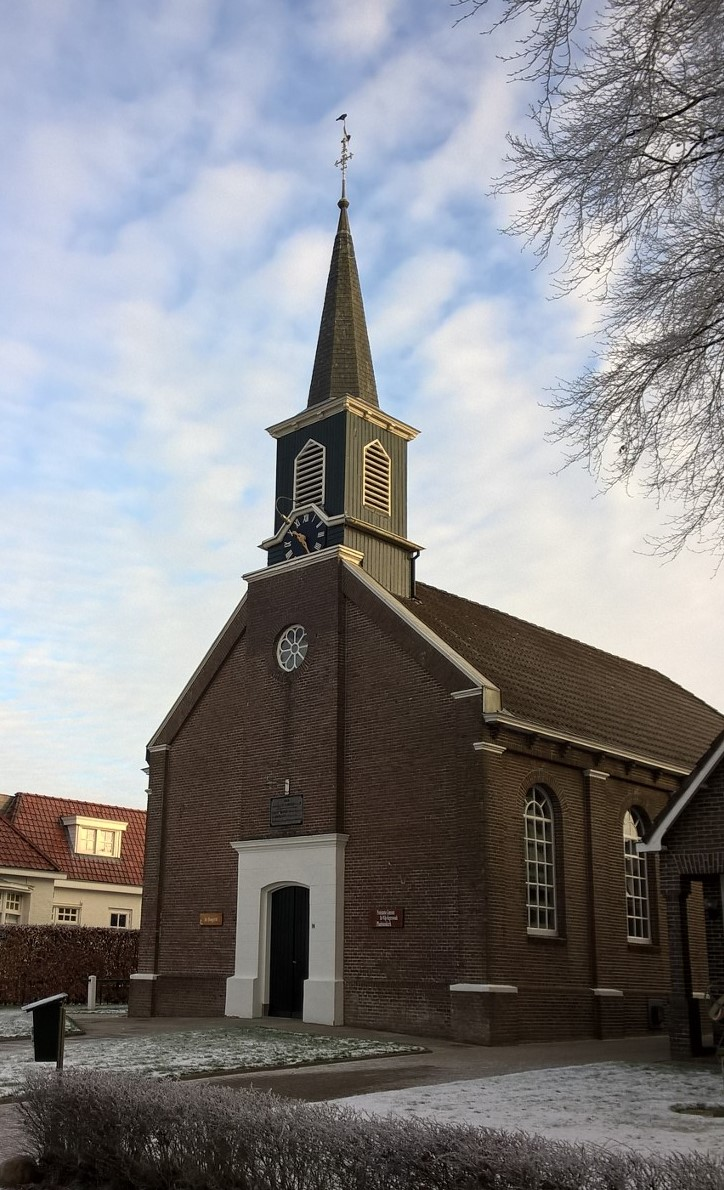
Plantsoenkerk uit 1868 in De Wilp

### Kerkelijk leven
In 1857 namen afgescheidenen een eigen kerkgebouw in gebruik in de Wilp. Bij het ontstaan van de Gereformeerde Kerken in Nederland in 1892 ging deze groep over naar de Gereformeerde Kerk. In 1898 werd een nieuw kerkgebouw in gebruik genomen.
In 1860 deden hervormden in de Wilp een beroep op de synode van de Nederlands hervormde Kerk om een zelfstandige gemeente te worden. In 1868 werd de Wilp daadwerkelijk een zelfstandige Hervormde kerkelijke gemeente. In 1868 werd dan ook de Plantsoenkerk gebouwd.
In 1913 werd er een christelijke school gebouwd in de Wilp, met twee leslokalen.
In 1972 werd er een pinkstergemeente gesticht, die in 2004 is opgeheven, vanwege het teruglopende ledenaantal.
Anno 2012 werken Hervormde en Gereformeerde Kerk samen, en is er een vacature voor een (parttime) predikant.

### Zuivelfabriek 'De Goede Hulp'
De welvaart in het dorp is sterk afhankelijk van boten. Niet alleen het veen werd over het water vervoerd, ook de producten van de zuivelfabriek De goede hulp werden zo getransporteerd.
In de 19e eeuw bundelden boeren hun krachten om de kwaliteit van hun zuivelproducten te garanderen. Hieruit ontstaan zuivelcoöperaties, kleine fabriekjes die de melkproductie van omliggende boerderijen verwerken tot zuivelproducten.
Rond 1900 neemt wethouder Johannes Stuivinga het initiatief om een coöperatieve zuivelfabriek op te richten in De Wilp. Op 3 april 1901 wordt er een vereniging opgericht onder de naam Handskracht-zuivelfabriek ‘De Goede Hulp’. De leden zijn kleine boeren uit met name De Wilp, maar ook Siegerswoude, Marum en Zevenhuizen, die vaak maar één of twee koeien bezitten. Koeien werden vooral gehouden om de mest, die werd gebruikt voor de landbouw.
De zuivelfabriek is gebouwd in 1902. In 1907 gaat De Goede Hulp over op stoomkracht. In 1917 gaat de fabriek ook kaas produceren. De fabriek is gesloten in de jaren zestig. Het gebouw van deze fabriek is sinds 1966 in eigendom en gebruik van Gebroeders Meijer, een bedrijf dat onder andere actief is in de engineering, productie en montage van luchtdistributiesystemen.

### Dorpsfilm
Er is een tweetal dorpsfilms bekend uit de jaren 1950 en 1960, met opnames van het dorp en toenmalige bewoners.
In 2013/2014 is er opnieuw een dorpsfilm gemaakt, welke in première ging in oktober 2015.

## Dorpsbeeld

### Geografie

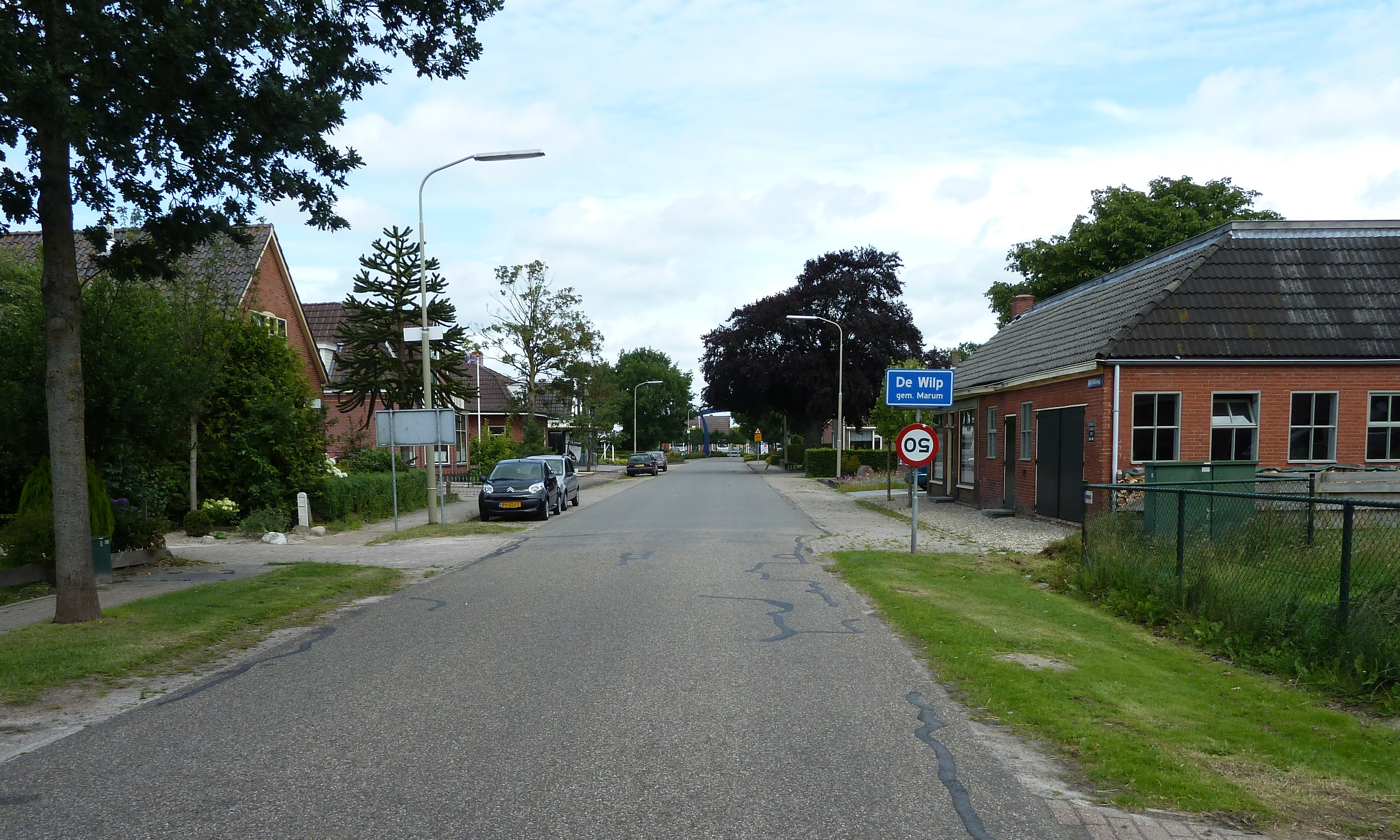
Ingang naar het dorp vanaf Siegerswoude

De Wilp ligt op de grens met Friesland. De bebouwing loopt over de provinciegrens heen, De Wilp gaat daar over in het noordelijke gedeelte van de buurtschap Voorwerk (van het dorp Siegerswoude) dat ook wel de Friese Wilp wordt genoemd. De buurtschap Keuningswijk valt ook onder het dorp.

### Waterwegen
Zoals de meeste veenkolonies lag De Wilp aan een vaart. Deze vaart is in de jaren twintig van de 20e eeuw verlegd, buiten de Wilp om. Het stuk door het dorp, waar tegenwoordig het Plantsoen en de Oosterweg liggen, is gedempt. Tegenwoordig loopt de Wilpstervaart ten zuiden en ten oosten om het dorp heen. Vroeger was De Wilp ook nog verbonden met Marum door de Akkermanswijk; vaarten worden in Noord-Nederland ook 'wijken' genoemd. Grootgrondbezitters Wytze Willems Akkerman en Tjebbe Idsingh (zoon van de eerste burgemeester van Marum) groeven deze wijk in 1843 zonder toestemming van de instanties om turf uit hun veengebieden gemakkelijk te kunnen verschepen. In 1844 werden zij door de gemeente en het waterschap gesommeerd om deze wijk weer af te sluiten met twee dammen. De wallen van de wijk zouden namelijk niet sterk genoeg zijn en zouden kunnen doorbreken. In de jaren zestig van de twintigste eeuw werd het restant van de wijk grotendeels gedempt. Wel herinnert de Akkermanstraat in De Wilp nog aan deze watergang.

### Bebouwing
Bijna alle bebouwing dateert uit de twintigste eeuw. Uitzonderingen zijn de hervormde kerk uit 1868 en de Gereformeerde kerk uit 1898. De begraafplaats van het dorp heeft een klokkenstoel, waarin een klok in een houten stellage is gehangen.

### Openbaar vervoer
Het openbaar vervoer in De Wilp wordt verzorgd door Qbuzz met lijn 89.

### Feestweek
Elk jaar vindt er in De Wilp in juli een dorpsfeest plaats met diverse activiteiten. Deze worden georganiseerd door het Plaatselijk Belang. Tijdens dit dorpsfeest vindt ook gedurende vier dagen een kermis plaats.

## Webreferenties
1. ↑  De Wilp. Historische vereniging Marum. Gearchiveerd op 5 december 2022. Geraadpleegd op 8 december 2022.
2. ↑  Berkel, G. van; Samplonius, K, Wilp (geografische naam). Nederlandse plaatsnamen verklaard (2018). Gearchiveerd op 8 december 2022. Geraadpleegd op 8 december 2022 – via etymologiebank.nl.
3. ↑  INL Schatkamer van de Nederlandse Taal: langbek
4. ↑  Oude dorpsfilms in Friesland: De Wilp. Gearchiveerd op 23 mei 2012. Geraadpleegd op 10 april 2012.
5. ↑  Geert Braam: De Akkermanswijk, 't Olde Guet, nr. 4, p. 4-11